# Stadtmuseum Fellbach

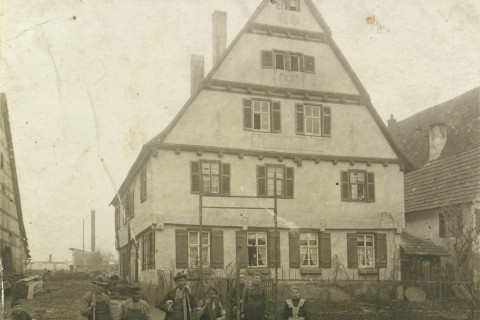
Gebäude um 1920

Das Stadtmuseum Fellbach befindet sich in einem Fachwerkhaus in der Altstadt von Fellbach.

## Geschichte
1685 wurde das Gebäude von Jakob Ebensperger als Bäckerei und Weinhandlung errichtet, der Hauptzweck war aber Wohnraum. Zwischenzeitlich wurde es unter Johannes Irion und später Heinrich Koch als Wundarztpraxis samt Apotheke genutzt. Ab 1899 wurde es als Gewächshaus und kleine Badeanstalt genutzt. Die Stadt Fellbach erwarb das Gebäude in den 1970ern und richtete 1977 das Museum zur Ortsgeschichte ein. 2011 wurde es unter neuem Konzept wiedereröffnet. Das Museum bekam 2019 den Preis „Vorbildliches Heimatmuseum“.

## Ausstellungen
Zu den Dauerausstellungen gehören:
- Eduard Mörike und Fellbach im Mörikekabinett
- Wie die Religion das Dorfleben prägte
- Die Auberlens: Schulmeister und Musiker
- Wege zur Stadt
- Verfolgt im Nationalsozialismus
- Die 100 Jahre der Marie Frech
- Hansel Mieth und Otto Hagel: Fotojournalisten der ersten Stunde

## Bilder

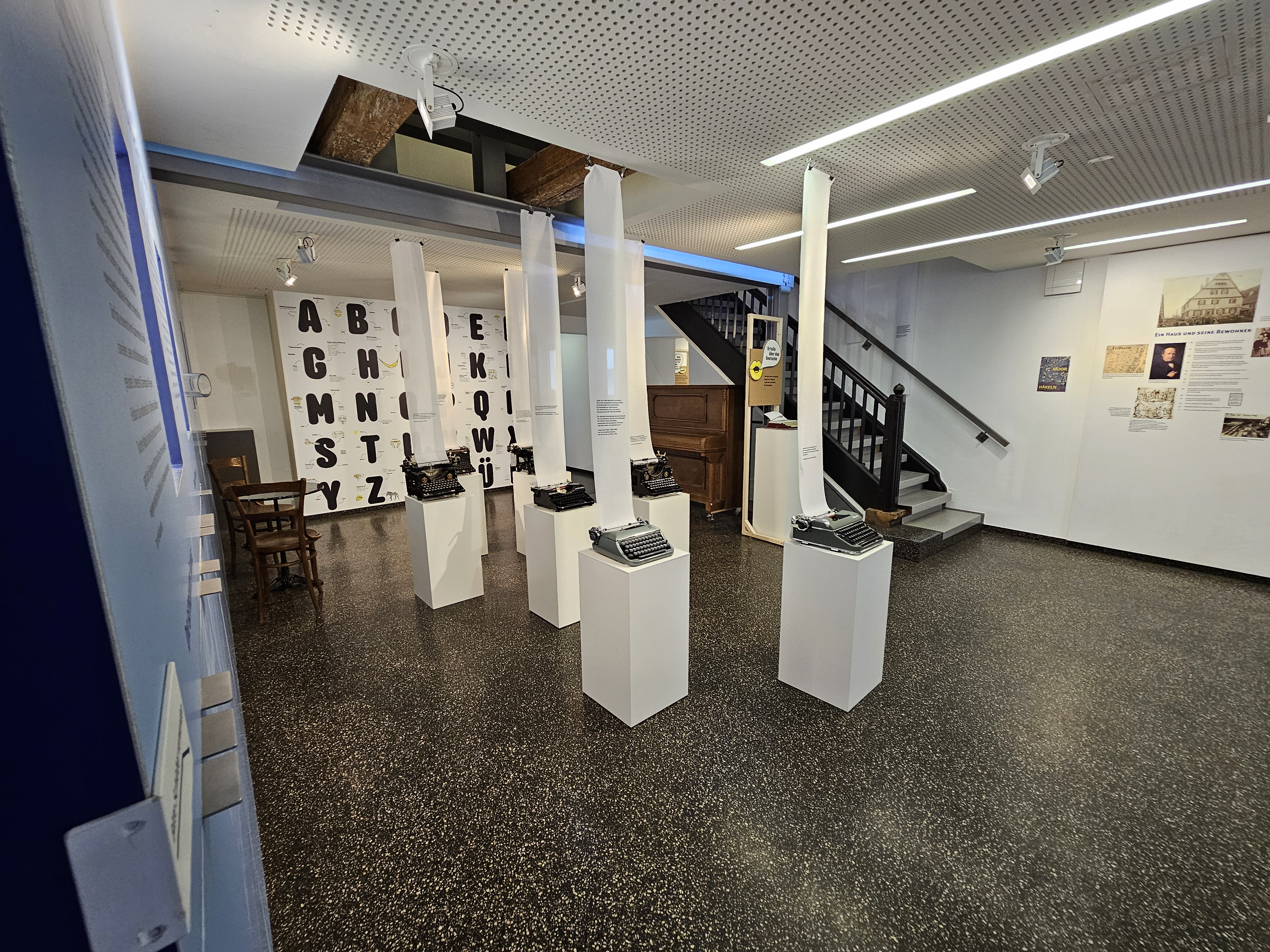
Erdgeschoss
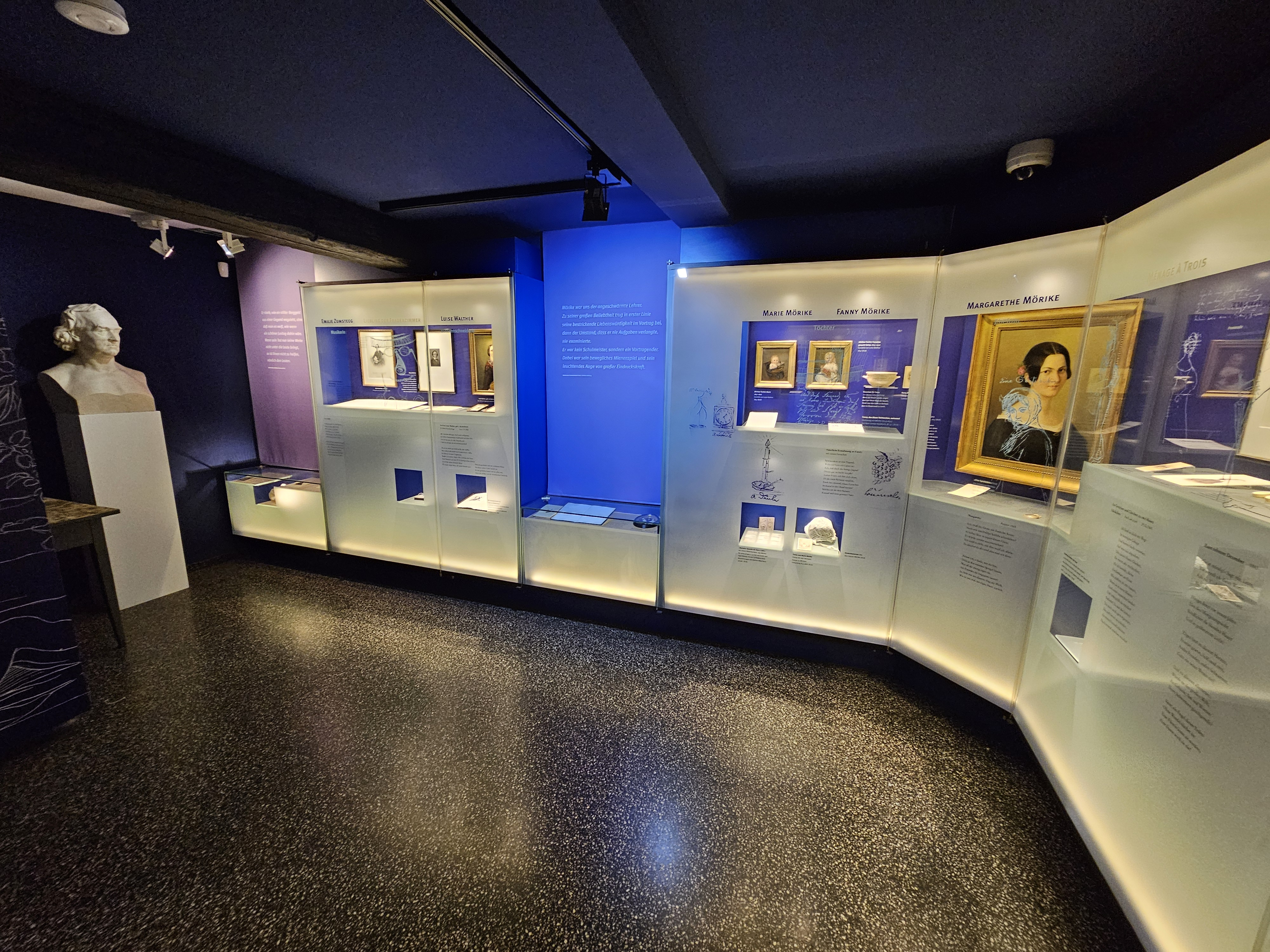
Mörikekabinett
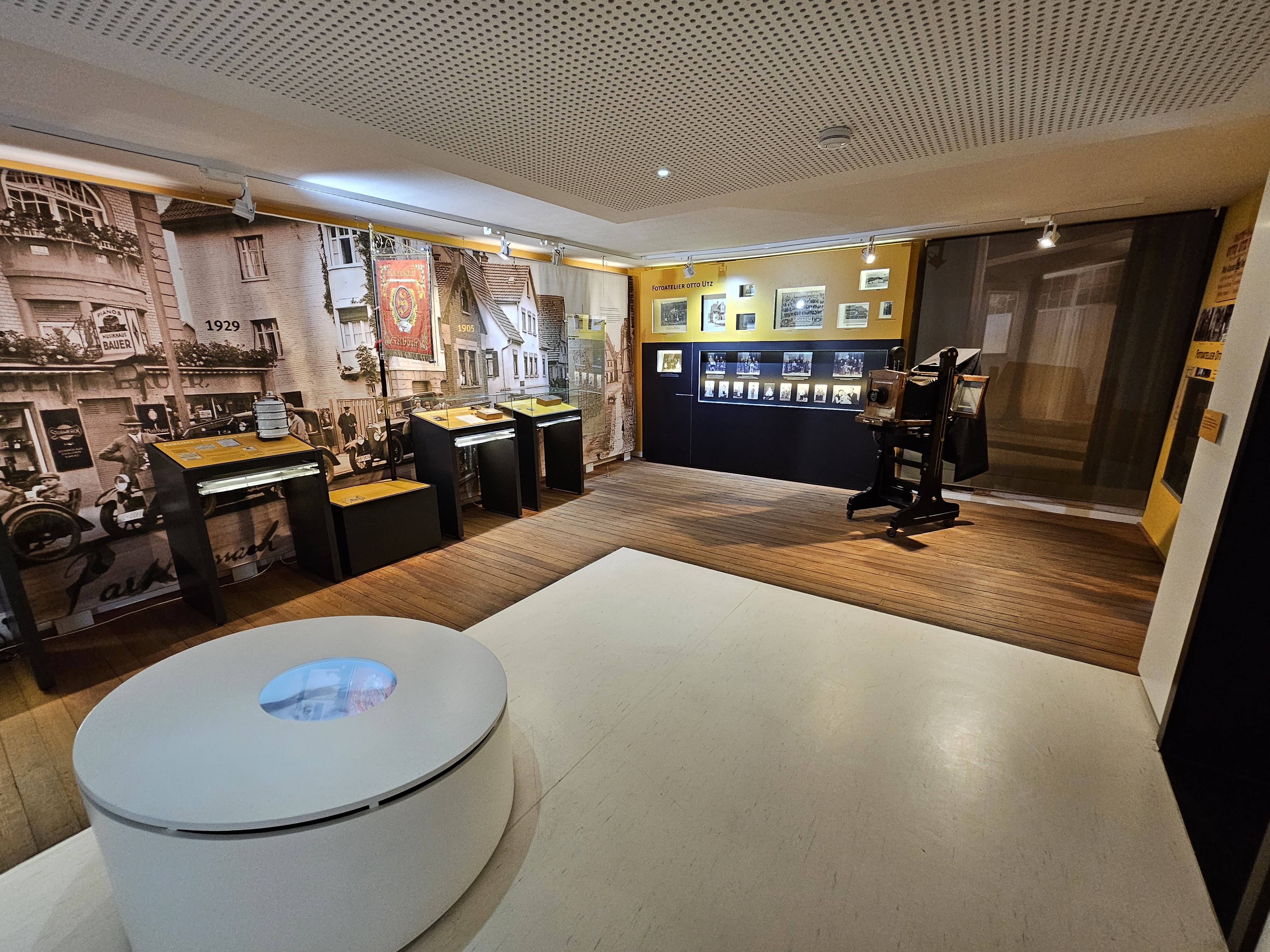
Raum mit der Stadtgeschichte
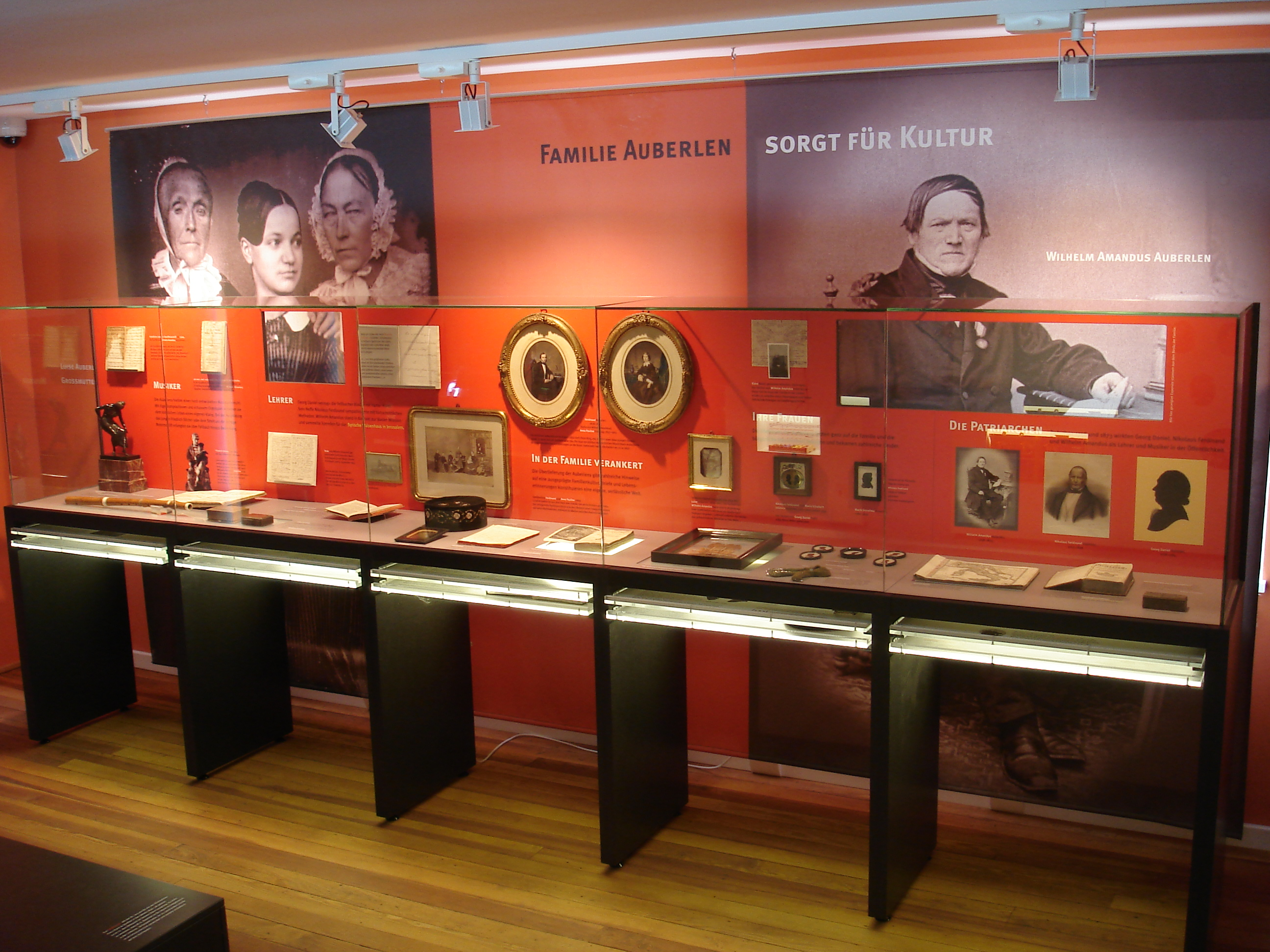
Auberlen Vitrine
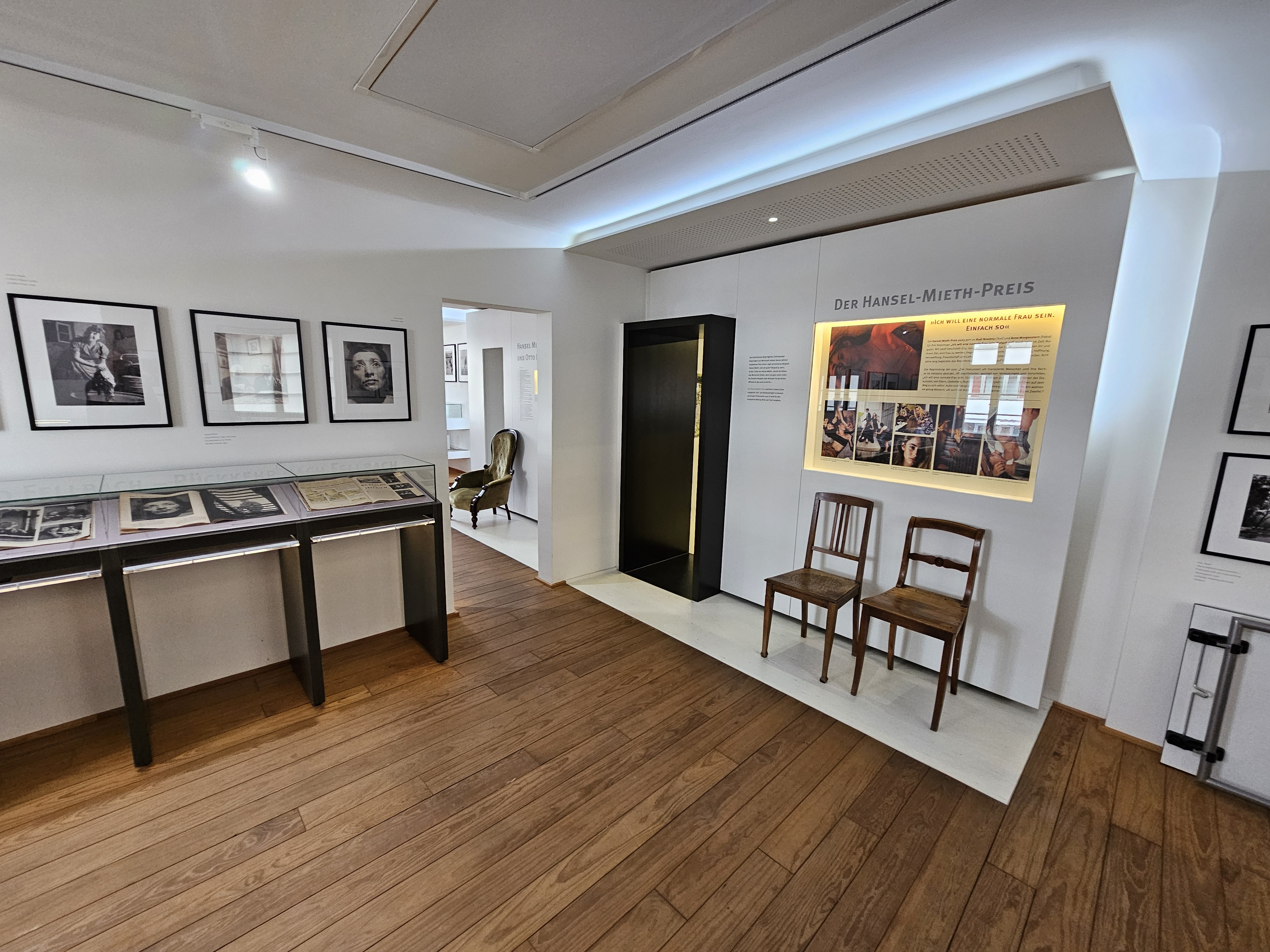
Hansel Mieth und Otto Hagel Räume
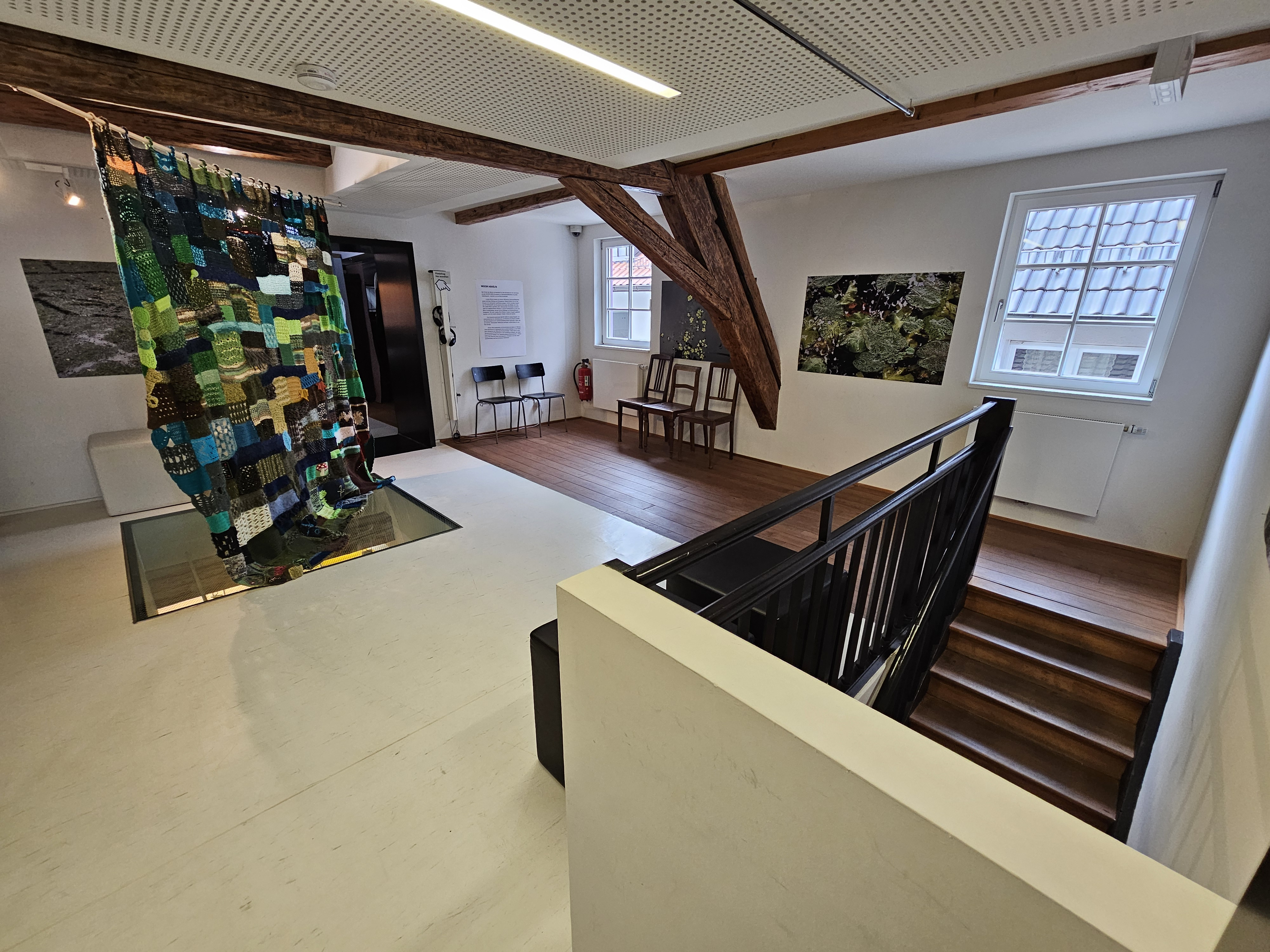
Obergeschoss